# Tricholaema leucomelas
El barbudo pío (Tricholaema leucomelas) es una especie de ave piciforme perteneciente a la familia Lybiidae que vive en el sur de África.

## Descripción
Tiene la cabeza listada en blanco y negro, con la frente roja y una mancha amarilla encima de los ojos y la garganta negra. Las partes inferiores de su cuerpo son blancas y las superiores listadas en color pardo oscuro y amarillo claro.

## Distribución y hábitat
Habita principalmente en la sabana semiárida, además de en los herbazales y zonas de fynbos y campos de cultivo. Con la introducción de vegetación foránea, especialmente especies del género Acacia de Australia, en regiones fronterizas a su área de distribución original se ha hecho posible que la especie se expanda a zonas donde antes no habitadas.
Se encuentra en Angola, Botsuana, Lesoto, Mozambique, Namibia, Sudáfrica, Suazilandia, Zambia y Zimbabue.

## Comportamiento
Como otros barbudos, el barbudo pío orada huecos en los árboles podridos para crear cavidades para anidar, de forma similar a los pájaros carpinteros. La hembra pone en ellos de dos a cuatro huevos entre agosto y abril, ambos sexos se encargan de incubarlos.
El barbudo pío se alimenta de frutos de varios árboles y arbustos, entre los que se encuentran especies de Ficus y Rhus y de Phoenix reclinata, además de néctar de Aloe e insectos.